# Senna pilosior
Senna pilosior är en ärtväxtart som först beskrevs av James Francis Macbride, och fick sitt nu gällande namn av Howard Samuel Irwin och Rupert Charles Barneby. Senna pilosior ingår i släktet sennor, och familjen ärtväxter. Inga underarter finns listade i Catalogue of Life.